# Циганкін Дмитро Васильович
Дмитро Васильович Циганкін (22 жовтня 1925, с. Мокшалей, Пензенська губернія — 21 листопада 2023) — ерзянський лінгвіст, фіно-угрознавець, історик ерзянської мови, діалектолог, укладач словників ерзянської мови. Доктор філологічних наук (1978), професор (1979), Заслужений діяч науки Російської Федерації (1997).

## Біографія
Дмитро Циганкін народився 22 жовтня 1925 року в селі Мокшалей Мокшалейської волості Саранського повіту Пензенської губернії (нині — Чамзинський район Республіки Мордовія). Мордвин за національністю (ерзя). Закінчив 7 класів Мокшалейської середньої школи, де викладання велося ерзянською мовою. Потім навчався в Великомарєсєвській середній школі, в якій викладання велося російською.
У 1943 мобілізований у сталінське військо, примушений до бойових дій в районі Орші, Мінська, Борисова, Вітебська.Після закінчення війни продовжив службу в армії.
1950 демобілізувався і вступив на історико-філологічний факультет Мордовського педагогічного інституту імені О. І. Полєжаєва. У 1954 році закінчив інститут, отримавши спеціальність «Вчитель російської мови та літератури, мордовської мови та літератури». Продовжив навчання в аспірантурі. Викладав у Мордовському педінституті ім. О. І. Полєжаєва. У 1962 році отримав звання доцента. У 1962—1972 роках — проректор з навчальної та наукової роботи МДПІ ім. О. І. Полєжаєва[уточнити], у 1972—1980 роках — завідувач кафедри мордовських мов і літератури. Читав курси «Історія ерзянської мови», «Діалектологія ерзянської мови», спецкурси «Ономастика», «Порівняльна морфологія фіно-угорських мов». В 1980—1987 роках — декан філологічного факультету МДПІ ім. О. І. Полєжаєва. З 1991 року — завідувач кафедри ерзянської мови.

## Наукова діяльність
У 1958 році захистив кандидатську (тема «Шугуровський діалект ерзя-мордовської мови»), в 1978 році — докторську дисертацію («Морфологія імен іменників (словозміна і словотвір) в ерзянських діалектах»); професор (1979).
Автор понад 200 наукових праць: статей, монографій, словників, підручників, навчальних посібників, програм для вузів і шкіл. У сферу його наукових інтересів входить фонетика, лексика, морфологія, синтаксис, словотвір, діалектологія, топоніміка і історія мордовських мов.

## Нагороди та премії
- Зарубіжний член-кореспондент Фіно-угорського товариства[3]
- Член Фіно-угорського товариства Suomalais-ugrilainen seura (Фінляндія)[3]
- Академік Міжнародної академії інформатизації[ru][3]
- Лауреат Огарьовської премії (1980)[3]
- Заслужений діяч науки Мордовської АРСР (1985)[3]
- Заслужений діяч науки Російської Федерації (1997)[3]
- Двічі лауреат Державної премії Республіки Мордовія в галузі науки і техніки (2000)[3]
- Лауреат премії Глави Республіки Мордовія (2005)[3]
- Орден Вітчизняної війни II ступеня[3]
- Медаль «За відвагу»[3]
- Медаль "За перемогу над Німеччиною у Великій Вітчизняній війні 1941—1945 рр .. "[6]
- Медаль «За взяття Кенігсберга»[6]